# Prāntij
Prāntij är en ort i Indien.   Den ligger i distriktet Sabar Kāntha och delstaten Gujarat, i den västra delen av landet, 700 km sydväst om huvudstaden New Delhi. Prāntij ligger 111 meter över havet och antalet invånare är 22 306.
Terrängen runt Prāntij är platt. Runt Prāntij är det tätbefolkat, med 459 invånare per kvadratkilometer. Närmaste större samhälle är Mānsa, 19,1 km väster om Prāntij. Trakten runt Prāntij består till största delen av jordbruksmark.